# Величко, Семён Саввич
Семён Са́ввич Вели́чко (2 (14) сентября 1903 года, Зеньков, Полтавская губерния — 3 мая 1957, Черкассы) — советский военачальник, генерал-майор (11.07.1945).

## Начальная биография
Родился 14 сентября 1902 года в городе Зеньков, ныне в Полтавской области на Украине. Украинец.
До службы в армии Величко работал поставщиком в Зеньковском кооперативном товариществе, с февраля 1918 года — экспедитором в отделе управления при Зеньковском ревкоме.

## Военная служба

### Гражданская война
20 июня 1918 года Величко добровольно вступил в РККА  и направлен в Зеньковскую караульную роту. В апреле 1919 года рота убыла на фронт против войск генерала А. И. Деникина и по прибытии влилась в состав 3-го Луганского интернационального полка. В его составе участвовал в боях в районе Гуляй-Поля. В июле у станции Просяная раненным попал в плен и в течение трёх месяцев работал в Ростове-на-Дону на разгрузке и погрузке барж и в Екатеринославе по разборке железнодорожного моста через реку Самарка. В октябре бежал из плена и, добравшись до Диканьского леса (севернее Полтавы), вступил в партизанский отряд Маташа (Мотяша). С уходом белогвардейских войск остался работать в Зенькове при ревкоме инструктором информации, затем уполномоченным по продразвёрстке по Опошнянской волости. В апреле 1920 года вновь ушёл на фронт, но в пути заболел тифом. После выздоровления в мае был назначен политруком в 1-й Екатеринославский караульный батальон. В сентябре зачислен курсантом на 29-е Полтавские пехотные курсы. С октября в составе 1-й сводной курсантской дивизии воевал на Польском фронте с белополяками, затем на Южном фронте против войск генерала П. Н. Врангеля. После освобождения Крыма боролся с вооружёнными формированиями Н. И. Махно на Украине. В феврале 1921 года курсы были возвращены в Полтаву и переформированы в 14-ю Полтавскую пехотную школу комсостава. После завершения обучения в сентябре 1922 года был оставлен в ней командиром взвода.

### В межвоенные годы
В 1923 году Величко был осужден народным судом города Полтава на 6 месяцев лишения свободы (условно). С апреля 1924 года проходил службу в 95-й стрелковой дивизии УВО командиром взвода и роты 224-го стрелкового полка в городе Первомайск. В 1928 году «за утерю секретной карты на маневрах» вновь был осужден Военным трибуналом 6-го стрелкового корпуса на 6 месяцев лишения свободы (условно). С сентября 1930 по май 1931 года проходил подготовку на курсах «Выстрел», после чего вернулся в дивизию и командовал батальоном в 283-м стрелковом полку в городе Ананьев. С октября 1931 по февраль 1932 года находился на курсах организаторов стрелковой подготовки в Москве, затем был направлен на Дальний Восток командиром батальона 3-го Лучковского колхозного полка 6-го особого корпуса. С августа 1936 года майор  Величко был начальником участка Управления военно-строительных работ № 576 (ст. Бабстово), затем исполнял должность командира 102-го стрелкового полка 34-й стрелковой дивизии. Постановлением ЦИК СССР от 17 августа 1936 года он был награждён орденом Ленина.
23 июля 1938 года приказом по войскам Дальневосточного фронта  уволен из РККА. С августа 1938 года содержался под стражей в городе Хабаровск по обвинению «в связи с врагами народа», затем 4 ноября 1939 года был освобожден за отсутствием состава преступления. Приказом НКО от 15 января 1940 года восстановлен в кадрах РККА и назначен преподавателем тактики Высшей военной школы штабной службы в Москве. С 3 апреля 1941 года переведен преподавателем кафедры общей тактики в Военно-политическую академию им. В. И. Ленина.

### Великая Отечественная война
С началом войны продолжал служить в академии преподавателем и старшим преподавателем кафедры общей тактики. В 1942 году вступил в ВКП(б). В ноябре 1943 года был направлен в распоряжение Военного совета Белорусского фронта, где по прибытии назначается заместителем командира 108-й стрелковой дивизии. В составе 50-й армии участвовал с ней в освобождении Левобережной Украины и битве за Днепр. 3 апреля 1944 года за форсирование Днепра 22 февраля в районе севернее Нов. Быхова и последующие бои по удержанию и расширению плацдарма он был награждён орденом Красного Знамени. С 23 июня 1944 года исполнял должность заместителя командира 82-й стрелковой Ярцевской дивизии. В начале июля её части в составе 3-й армии форсировали реку Свислочь, овладели городом Пуховичи и преследовали противника в направлении Минска. С 7 августа дивизия вошла в 61-ю армию и была выведена с ней в резерв Ставки ВГК, а полковник  Величко переведен на ту же должность в 108-ю стрелковую Бобруйскую дивизию, входившую в это время в 65-ю армию.
С 26 ноября 1944 года он допущен к командованию 186-й стрелковой Брестской Краснознаменной дивизией 46-го стрелкового корпуса этой же армии 2-го Белорусского фронта, находившейся в обороне на наревском плацдарме. В январе 1945 года её части в составе тех же корпуса и армии принимали участие в Восточно-Прусской, Млавско-Эльбингской наступательных операциях, в овладении городами Плоньск и Штрасбург. Преследуя отходящего противника, они вышли к реке Висла севернее города Грудзендз и захватили плацдарм на её западном берегу. С 9 февраля дивизия с этого плацдарма возобновила наступление и участвовала в Восточно-Померанской наступательной операции, в разгроме данцигской группировки противника. 28 марта 1945 года её части совместно с другими соединениями 2-го Белорусского фронта овладели городом Данциг. С 4 по 12 апреля 1945 года дивизия комбинированным маршем была переброшена на реку Одер южнее города Штеттин и с 20 апреля участвовала в Берлинской наступательной операции. Сломив сопротивление противника и наступая в направлении Лекнитц, Штрасбург, Фридланд, Деммин, её части 2 мая вышли на побережье Балтийского моря западнее острова Рюген. За образцовое выполнение заданий командования в боях при овладении городами Штеттин, Гартц, Пенкун, Казеков, Шведт дивизия была награждена орденом Суворова II степени (4.6.1945), а за овладение островом Рюген — орденом Кутузова II степени (4.6.1945).
28 апреля 1945 года, за успешное форсирование реки Одер,  командиром 46-го стрелкового корпуса генерал-майором Эрастовым, Величко был представлен к званию Героя Советского Союза, однако командующий  65-й армии генерал-полковник Батов понизил награду до ордена Суворова II степени.
За время войны комдив Величко был десять раз упомянут благодарственных в приказах Верховного Главнокомандующего.

### Послевоенное время
После войны Величко продолжал командовать дивизией в СГВ. С марта 1946 по апрель 1947 года проходил учёбу на ВАК при Высшей военной академии им. К. Е. Ворошилова, по окончании которых назначается командиром 94-й стрелковой Краснознаменной дивизии Заб.-АмурВО. В мае 1949 года был отстранен от должности по состоянию здоровья и находился на лечении. После выздоровления в феврале 1950 года назначен начальником военной кафедры Казахского института физической культуры и спорта. 29 апреля 1952 года уволен в отставку по болезни.

## Награды
СССР
- два ордена Ленина (17.08.1936, 21.02.1945)
- четыре ордена Красного Знамени (03.04.1944, 26.07.1944, 03.11.1944, 1950)
- два ордена Суворова II степени (10.04.1945, 29.05.1945)
  - Медали в том числе:
  - «За Победу над Германией в Великой Отечественной войне 1941—1945 гг.» (1945)
  - «За освобождение Варшавы»

Приказы (благодарности) Верховного Главнокомандующего в которых отмечен С. С. Величко.
- За овладение штурмом городами Млава и Дзялдово (Зольдау) – важными узлами коммуникаций и опорными пунктами обороны немцев на подступах к южной границе Восточной Пруссии и городом Плоньск – крупным узлом коммуникаций и опорным пунктом обороны немцев на правом берегу Вислы. 19 января 1945 года. № 232.
- За овладение городами Гнев (Меве) и Старогард (Прейсиш Старгард) – важными опорными пунктами обороны немцев на подступах к Данцигу. 7 марта 1945 года. № 294.
- За овладение важными узлами железных и шоссейных дорог – городами Лауенбург и Картузы (Картхауз). 10 марта 1945 года. № 298.
- За овладение штурмом городом и крепостью Гданьск (Данциг) – важнейшим портом и первоклассной военно-морской базой немцев на Балтийском море. 30 марта 1945 года. № 319.
- За форсирование восточного и западного Одера южнее Штеттина, прорыв сильно укрепленной обороны немцев на западном берегу Одера и овладение главным городом Померании и крупным морским портом Штеттин, а также городов Гартц, Пенкун, Казеков, Шведт. 26 апреля 1945 года. № 344.
- За овладение городами Грайфсвальд, Трептов, Нойштрелитц, Фюрстенберг, Гранзее – важными узлами дорог в северо-западной части Померании и в Мекленбурге. 30 апреля 1945 года. № 352.
- За овладение городами Штральзунд, Гриммен, Деммин, Мальхин, Варен, Везенберг — важными узлами дорог и сильными опорными пунктами обороны немцев. 1 мая 1945 года. № 354.
- За овладение городами Росток, Варнемюнде – крупными портами и важными военно-морскими базами немцев на Балтийском море, а также городами Рибнитц, Марлов, Лааге, Тетерев, Миров. 2 мая 1945 года. № 358.
- За овладение городами Барт, Бад-Доберан, Нойбуков, Варин, Виттенберге и за соединение на линии Висмар — Виттенберге с союзными нам английскими войсками. 3 мая 1945 года. № 360
- За форсирование пролива Штральзундерфарвассер, полное овладение островом Рюген и городами Берген, Гарц, Путбус, Засснитц находящимися на нём. 6 мая 1945 года. № 363.

Других государств
- Орден «Крест Грюнвальда» (ПНР) (1945)
- Медаль «За Одру, Нису и Балтику» (ПНР) (1945)
- Медаль «За Варшаву 1939—1945» (ПНР) (1945)